# 전보민
전보민(2000년 5월 10일 ~ )는 대한민국의 축구 선수로, 포지션은 레프트백이다. 